# Higher Ground (альбом)
Higher Ground (с англ. — «Большие высоты») — двадцать седьмой студийный альбом американской певицы Барбры Стрейзанд, выпущенный под эгидой Columbia Records и спродюсированный Уолтером Афанасьефф, Арифом Мардин. Альбом вышел 11 ноября 1997 года в Северной Америке и на день раньше в Европе, и достиг первой позиции в национальном американском чарте, тем самым сделав Барбру первым единственным вокальным исполнителем, альбомы которого занимали первые позиции в четырёх десятилетиях подряд. Несмотря на то, что с альбома не были выпущены синглы, две композиции: «Tell Him» и «I Believe» получили номинации для премию «Грэмми». Higher Ground был встречен нейтрально критиками, но имел большой коммерческий успех. По состоянию на 2012 год пластинка была распространена в количестве более 11 миллионов копий. Для поддержки альбома Стрейзанд провела ряд выступлений на телевидении.

## Список композиций
| №   | Название                            | Длительность |
| --- | ----------------------------------- | ------------ |
| 1.  | «I Believe/You'll Never Walk Alone» | 6:12         |
| 2.  | «Higher Ground»                     | 4:24         |
| 3.  | «At the Same Time»                  | 4:18         |
| 4.  | «Tell Him»                          | 4:52         |
| 5.  | «On Holy Ground»                    | 6:14         |
| 6.  | «If I Could»                        | 4:25         |
| 7.  | «Circle»                            | 4:15         |
| 8.  | «The Water Is Wide/Deep River"»     | 5:33         |
| 9.  | «Leading with Your Heart»           | 3:33         |
| 10. | «Lessons to Be Learned»             | 4:43         |
| 11. | «Everything Must Change»            | 4:05         |
| 12. | «Avinu Malkeinu»                    | 4:07         |

## Позиции в чартах и сертификация
| Страна         | Максимальная позиция |
| -------------- | -------------------- |
| Австралия      | 14                   |
| Австрия        | 42                   |
| Бельгия        | 22                   |
| Канада         | 5                    |
| Дания          | 5                    |
| Франция        | 23                   |
| Новая Зеландия | 23                   |
| Норвегия       | 16                   |
| Швейцария      | 34                   |
| Великобритания | 12                   |
| Billboard 200  | 1                    |

| Страна         | Сертификация   |
| -------------- | -------------- |
| Австралия      | Платиновый     |
| Канада         | 3 x платиновый |
| Великобритания | Золотой        |
| США            | 3 x платиновый |